# 達爾科·丘爾利諾夫
達爾科·丘爾利諾夫（2000年7月11日—）是一位北馬其頓足球運動員，在場上的位置是翼鋒。現時効力英超球隊伯恩利。他也代表北馬其頓國家足球隊參賽。

## 榮譽
沙爾克04
- 德國足球乙級聯賽冠軍 : 2021–22

般尼
- 英冠冠軍 : 2022-23[1]

## 外部連結
- Soccerway資料庫：達爾科·丘爾利諾夫

1. ↑  Long, Dan. . Sky Sports. 25 April 2023  [25 April 2023]. （原始内容存档于2023-04-26）.